# Melomys bougainville
Melomys bougainville — вид гризунів родини мишевих. Зустрічається тільки в Папуа-Новій Гвінеї. Природна історія цього виду не зареєстрована. Підозрюється, що він має схожі звички з M. rufescens і зустрічається в порушених середовищах існування, сільських садах і, можливо, в будинках.

## Морфологічна характеристика
Дрібний гризун із довжиною тіла від 135 до 149 мм, довжиною хвоста від 135 до 140 мм, довжиною стопи від 23,9 до 27,3 мм, довжиною вуха від 12, 9 до 14,3 мм і вагою до 86 г. Колір спинних частин яскраво-жовтувато-червоний. Щоки, боки і ноги мають відтінки корицевого кольору, а черевні частини, губи, горло і внутрішні частини кінцівок жовтувато-білі або кольору слонової кістки. Руки та ноги кремово-білі з темною смугою, що тягнеться по спині. Лапи дуже широкі. Вуха малі та круглі. Хвіст коротший за голову й тулуб, він практично безшерстий, з приблизно 16 кільцями лусочок на сантиметр.

## Спосіб життя
Це деревний вид.